# ذهب الليل (أغنية)
ذهب الليل  أغنية لحنها وغناها الموسيقي المصري محمد فوزي (1918 - 1966) عام 1956 من كلمات حسين السيد. الأغنية موجهة للأطفال وتتألف من كلمات بسيطة، ولحن سهل الوصول إلى الطفل. ظهرت الأغنية في فيلم «معجزة السماء» للمخرج عاطف سالم  حيث يصطحب بطل الفيلم زوجته إلى حديقة، ووسط عدد كبير من الأطفال يغني لهم الأغنية ويصاحبه كورس الأطفال.

## نسخ أخرى للأغنية
قدم الأغنية المغني المصري حمادة هلال بمصاحبة الممثلة يسرا اللوزي  ضمن المسلسل التلفزيوني «طاقة القدر» للمخرج محمد مصطفى عام 2017 وحققت أكثر من 7 مليون مشاهدة على اليوتيوب.

غناها في عام 2020 المغني اللبناني فضل شاكر بمناسبة اليوم العالمي للطفل، وقام فريق عمل فضل شاكر بعمل فيديو بطريقة ثنائية الأبعاد الكرتونية للأغنية، وقام حسان حسامي بإعادة توزيع الأغنية موسيقياً. وتم إطلاقها على القناة الرسمية بموقع اليوتيوب لفضل شاكر وعلى كافة الإذاعات والمنصات الإلكترونية، ومواقع التواصل الاجتماعي.
أصدرت هند صبري  نسخة من الأغنية مع تغيير بعض الكلمات، لتقدم أغنية ساخرة وطريفة الأداء بصوتها في إحدى حلقات برنامج «ساترداي نايت لايف» تقديم خالد منصور وشادي ألفونس، وأذيعت في السبت 5 مارس 2016. ونالت هذه النسخة اعجاب الكثيرين وتم إصدار عدة نسخ «صور متحركة» على اليوتيوب بطريقة توكا بوكا (تطبيق سويدي عبارة عن استوديو مطور يركز على التطبيقات الملائمة للأطفال للأجهزة اللوحية والهواتف الذكية).
غنتها أيضا، المغنية المصرية هلا رشدي ضمن برنامج «معكم منى الشاذلي» وحققت حوالي 2 مليون مشاهدة.

## قالوا عن الأغنية
في ذكرى مولده عثرت «الهلال اليوم» على تسجيل صوتي نادر، يروي فيه الفنان محمد فوزي العديد من ذكريات طفولته وصباه، ومتى بدأ تلحينه للأطفال باعتبارهم شريحة هامة في المجتمع. كتب موقع دار الهلال: «يعتبر محمد فوزي هو رائد تلحين أغاني الأطفال، وقد أكد أن التلحين لهم أصعب من التلحين للكبار، فكيف سيستوعب الطفل الأغنية وكيف سيرددها، لذا اعتمد في ذلك النهج على كلمات سلسة بسيطة ولحن سهل ومرح في نغماته... أما تجربة التلحين والغناء للطفل في السينما، فقد بدأها فوزي بأغنية» ذهب الليل«في فيلم» معجزة السماء«والذي عرض بسينما أوبرا في 19 مارس 1956».
كتبت دينا صالح في صحيفة الشروق: " أغنية "ذهب الليل" تعتبر من أكثر الاغاني انتشارا بين الأطفال، وخاصة في فترة الستينيات، ومن أول الأغانى المصورة في التلفزيون المصرى"، وواصلت الكاتبة مقالها عن أغنية "ذهب الليل" ووصفتها بأنها: "أشهر أغاني محمد فوزي التي لحنها وغناها خصيصا للأطفال وكتب كلماتها حسين السيد، وقدمها فوزي في إطار أحداث فيلم "معجزة من السماء"، الذي تم عرضه في دور السينما 19 مارس 1956، قبل يومين من الاحتفال بـ"عيد الأم"، وأكدت شيرين جمال على صحيفة الموجز نفس الرأي في مقالة تحت عنوان "بمناسبة عيد الطفولة.. حكايات مثيرة عن علاقة المطرب الكبير محمد فوزي بأحباب الله".
كتب أحمد المرشد في صحيفة الأيام البحرينية: «غيرة مديحة يسري على زوجها وحبيبها محمد فوزي وغيابه الدائم عن منزل الزوجية كانت سبباً في هذه التركة الغنائية الجميلة، لأن فوزي أراد تعويض أطفاله بأغنياته التي تضمنها فيلم» معجزة من السماء«، فكانت أغنية»ماما زمانها جاية «و» ذهب الليل وطلع الفجر«أيقونتا هذا الفيلم، خاصة إذا أضفنا خفة دم فوزي وبساطة الكلمات وجمال اللحن، فكلها عوامل أسهمت في انتشار الأغاني التي كتبها مبدع زمانه الشاعر الغنائي حسين السيد. ونكتفي هنا بـ» ذهب الليل«بصفتها أول أغنية يصورها التلفزيون خصيصاً للأطفال عام 1956 ... انشغال محمد فوزي بعمله عن أطفاله دفعه لأن يترك لنا تركة ممتعة من أغاني الأطفال».
وقع اختيار أحد المستشفيات المصرية الكبرى على لحن أغنية "ذهب الليل" لتقديمها في إعلان عن المستشفى وأنشطتها، إلا أنه لم يكن اختيارًا موفقًا على الإطلاق، وواجه عدد من الانتقادات ليست قليلة، فعلى الرغم من مرور نحو 62 عامًا على إذاعة الأغنية لأول مرة عام 1955، إلا أنها تعتبر تراثًا من ذكريات أغلب المصريين، كونها أغنية الطفولة التي لا تزال صامدة حتى الآن ويسمعها الأجيال الجديدة من الأطفال، واعتبر البعض هذا الإعلان استغلالًا لعواطف الناس، وتشويهًا لجزء متعلق بطفولتهم. أعربت حامدة حسين ابنة الشاعر الراحل حسين السيد، عن حزنها من استخدام أغنية "ذهب الليل" التي كتبها والداها ضمن إعلان المستشفى، وذلك خلال حلولها ضيفة على برنامج "معكم منى الشاذلي" موضحة أن الأغنية تتصف بالبهجة، كيف يتم استخدامها في إعلان يتناول قضية إهمال أم تسبب في حرق طفلتها، مشيرة إلى أن استخدام الأغنية في الإعلان لن يؤثر فيها لكنها خسارة في عدم الحفاظ على قيمة الأشياء، مضيفة: “يوم عرضه كنت على وشك البكاء".

## الأغنية في السينما
كانت أغنية محمد فوزي «ذهب الليل» جزء من أحداث فيلم «يوسف وزينب» للمخرج محمد خان حيث قام بتصوير الفيلم في جزر مالديف في قصة حب تجمع بين مدرس لغة عربية (فاروق الفيشاوي) وطالبته الهندية وكان يعلمهم كلمات الأغنية. قال محمد خان: "لم يخطر ببالي بتاتاً وأنا أصوِّر هذا المشهد أن بقية سكان الجزيرة الذين كانوا يتابعون التصوير قد حفظوا كلمات الأغنية عن ظهر قلب، وبينما حان وقت الرحيل عقب انتهاء التصوير، اصطف أهالي الجزيرة على ساحلها ليودعونا وهم ينشدون معاً: (ذهب الليل وطلع الفجر والعصفور صوصو)، لتسيل دموعنا جميعاً".

## مسرحية «ذهب الليل»
قدمت فرقة مسرح الإسكندرية، في أغسطس 2021 بالبيت الفني للمسرح، مسرحية «ذهب الليل» عن حياة الموسيقار محمد فوزي، تحت رعاية إيناس عبد الدايم وزيرة الثقافة المصرية وضمن مبادرة «المؤلف مصري»، للمخرج سعيد قابيل، والمؤلف أحمد عسكر. وتعرض المسرحية لقطات من حياة الفنان الراحل محمد فوزي.

## كلمات الأغنية
ذهب الليل طلع الفجر والعصفور صو صو
شاف القطة قال لها بسبس قالت له نونو
***
ماما قالت له سيب القطة وخليها في حالها
فات مدرسته ورمى كراسته وراح جر شكلها
راحت القطة مخربشة ايده لما مسك ديلها
وادي جزاة اللي مايسمعش كلمة ماما تقولها
***
ذهب الليل طلع الفجر...
***
ابله قالت لي فيفي الحلوة زعلت من سوسو
راح يصالحها وباسها وهي حلفت ماتبوسه
جابت الحبر وعاصت ايدها وجت بشويش جنبه
مسحت ايدها في وشه وعملت قال ايه بتلاعبه
سوسو ضربها ومسك الحبر اللي في ايدها وقلبه
على فستانها وشافهم بابا وضربها وضربه
***
ذهب الليل طلع الفجر....
***
ندر عليا اجيلكو واولع شمعة من شمعة
لحد الشبر ونص مايكبر ويروح الجامعة
ميمي دكتور وسعاد دكتورة واحنا ندعيلكم
وصلاح يبقى محامي وتوتو قاضي يصالحكم
وعصام بكره حيبقى ضابط ويدافع عنكم
يفدي وادي النيل بحياته وحياته منكم
***
ذهب الليل طلع الفجر....

## وصلات خارجية
https://www.sama3y.net/forum/showthread.php?t=72673 ذهب الليل (أغنية)
https://www.youtube.com/watch?v=f5htyxw4QTM ذهب الليل (أغنية)
https://www.youtube.com/watch?v=PJPS1k14tBM ذهب الليل (أغنية)
https://www.youtube.com/watch?v=_lI_3dTUC8o ذهب الليل (أغنية)
https://www.youtube.com/watch?v=RDE8U5v1Jmo ذهب الليل (أغنية)
https://www.youtube.com/watch?v=C0pUxWNV01I ذهب الليل (أغنية)
https://www.youtube.com/watch?v=LToanFmwZLs ذهب الليل (أغنية)
https://www.youtube.com/watch?v=egm061YRM_g ذهب الليل (أغنية)
https://www.youtube.com/watch?v=1K0A7yuc4lM ذهب الليل (أغنية)
https://www.youtube.com/watch?v=yvmJX7NgYiE ذهب الليل (أغنية)